# Bataille de Raseiniai
Front de l'Est de la Seconde Guerre mondiale
Batailles
Phase 1
- Brest-Litovsk
- Białystok–Minsk
- Pays baltes
- Raseiniai
- Brody
- Bessarabie et Bucovine du Nord
- Moguilev

Phase 2
- Smolensk
  - Roslavl-Novozybkov (en)
- Avance sur Léningrad

Phase 3
- Ouman
- Odessa
- 1re Kiev
- Tallinn
- Petrikovka (en)
- Ielnia
- Léningrad
- Mer d'Azov (en)

Phase 4
- 1re Kharkov
- Beowulf
- Donbass-Rostov (en)
- Briansk (en)
- 1re Crimée
  - Sébastopol
- Tikhvine
- 1re Rostov
- Gorki
- Moscou

La bataille de Raseiniai (23-27 juin 1941) est une importante bataille de chars qui a eu lieu au début de l'opération Barbarossa, l'invasion allemande de l'Union soviétique. La bataille a opposée les éléments de la 4e Panzerarmee allemande au 3e corps mécanisé soviétique accompagné du 12e corps mécanisé, en Lituanie, à 75 km au nord-ouest de Kaunas. L'Armée rouge tenta de contenir et de détruire les troupes allemandes ayant traversé le fleuve Néman, mais échoua a arrêter l'avancée.
Le résultat de la bataille fut la destruction de la plupart des forces blindées soviétiques du front nord-ouest, ce qui permit aux Allemands d'attaquer vers les passages de la rivière Daugava (Dvina occidentale). Les combats autour de Raseiniai furent l'une des principales batailles de la phase initiale de l'opération Barbarossa, appelée dans l'historiographie soviétique les batailles défensives frontalières (22-27 juin 1941) et faisaient partie de la plus grande opération défensive stratégique soviétique dans la Baltique.